# NGC 854
NGC 854 је спирална галаксија у сазвежђу Пећ која се налази на NGC листи објеката дубоког неба.
Деклинација објекта је - 35° 50' 8" а ректасцензија 2h 11m 30,6s. Привидна величина (магнитуда) објекта NGC 854 износи 13,1 а фотографска магнитуда 13,8. Налази се на удаљености од 70,803 милиона парсека од Сунца. NGC 854 је још познат и под ознакама ESO 354-47, MCG -6-5-38, AM 0209-360, IRAS 02093-3604, PGC 8388.